# Hercostomus transsylvanicus
Hercostomus transsylvanicus är en tvåvingeart som beskrevs av Parvu 1988. Hercostomus transsylvanicus ingår i släktet Hercostomus och familjen styltflugor.
Artens utbredningsområde är Rumänien. Inga underarter finns listade i Catalogue of Life.